# Тулгуба
Ту́лгуба (карел. Tullahti) — деревня в составе Янишпольского сельского поселения Кондопожского района Республики Карелия Российской Федерации.
Расположена на берегу одноименного залива на западном берегу Кондопожской губы Онежского озера.
До революции в деревне была построена часовня во имя Благовещения Пресвятой Богородицы.

## Археология
- Выполненный охрой наскальный рисунок, найденный недалеко от деревни Тулгуба (Тулгубская писаница), относится к эпохе неолита (возраст превышает пять тысяч лет)[5].

## Население
Численность населения в 1905 году составляла 323 человека.
| 2002 | 2009 | 2010 | 2013 |
| ---- | ---- | ---- | ---- |
| 32   | ↘20  | ↗29  | ↘28  |

## Улицы
- ул. Дачная
- ул. Демьянова Уха
- ул. Озёрная

## Известные уроженцы
Крестьянин деревни Тулгуба Логинов Пётр Мокеевич, герой Первой мировой войны, старший унтер-офицер, был награждён военным орденом Святого Георгия 4-й степени.